# Kolodzei Art Foundation
Kolodzei Art Foundation — американская некоммерческая организация, занимающаяся организацией выставок современного российского художественного искусства в музеях, культурных центрах и университетах на территории США, России и Европы.
Основана искусствоведом Татьяной Колодзей в январе 1991 года. Некоторые работы были собраны ей в Москве в конце 1960-х годов. По состоянию на 2007 год коллекция русского и восточно-европейского искусства насчитывает более 7000 работ и около 300 авторов из России и бывшего Советского Союза.

## Выставки
2014 This Leads to Fire: Russian Art from Non-Conformism to Global Capitalism. Selections from the Kolodzei Art Foundation. Neuberger Museum of Art, Purchase College, Университет штата Нью-Йорк, Перчес, Нью-Йорк.
2013 О Духовном в русском искусстве, 1965-2011. Из коллекции Kolodzei Art Foundation, Музей русского искусства, Миннеаполис, США.
2011 Concerning the Spiritual Tradition in Russian Art. Selections from the Kolodzei Art Foundation Collection of Russian and Eastern European Art. Куратор Наталья Колодзей. Художественный музей Челси, Нью-Йорк.
2008 Moscow - New York = Parallel Play. From the Kolodzei Art Foundation Collection of Russian and Eastern European Art. Художественный музей Челси, Нью-Йорк.
2007 «Москва — Нью-Йорк. Сеанс одновременной игры». ГЦСИ, Москва.
2005 Moscow Grafika: Artists’ Print 1961 -2005. Selections from the Kolodzei Art Foundation. International Print Center New York, Нью-Йорк